# Iglesia Redonda (Preslav)

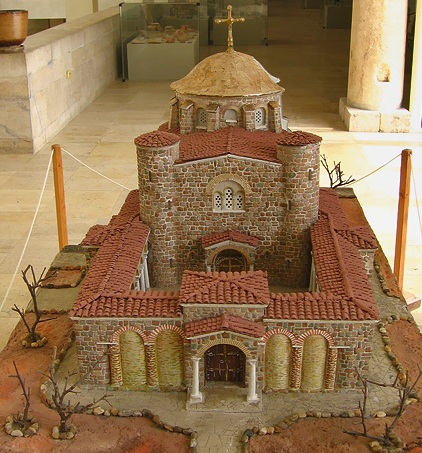
Maqueta de la Iglesia Redonda

 La Iglesia Redonda (en búlgaro: Кръгла църква, Kragla tsarkva), conocida también como Iglesia Dorada (Златна църква, Zlatna tsarkva) o iglesia de San Juan (църква «Свети Йоан», tsarkva «Sveti Yoan»), es una gran iglesia ortodoxa medieval conservada parcialmente en Preslav, la antigua capital del Primer Imperio búlgaro y actualmente una ciudad en el noreste de Bulgaria. El edificio data de principios del X y fue construido durante el reinado del zar Simeón I. Las excavaciones en el sitio comenzaron en 1927-1928.
Considerada uno de los ejemplos más impresionantes de la arquitectura medieval búlgara, la Iglesia Redonda es llama así debido a la peculiar forma de una de sus tres secciones, la cella (naos), una rotonda que sirve como lugar para el servicio litúrgico. El diseño de la iglesia también cuenta con un gran atrio y un recinto de acceso rectangular (nártex) marcada por dos torreones circulares.
La iglesia ha sido comparada con otros ejemplos de la arquitectura religiosa del periodo paleocristiano, del Cáucaso y el prerrománico carolingio de Carlomagno por su característica planta, que es significativamente diferente de otros edificios contemporáneos búlgaros o bizantinos. Su nombre alternativo, «Iglesia de Oro» es una alusión a la posible - y popular - identificación con la «nueva iglesia dorada» de Preslav citada en las fuentes medievales.
El rico interior de la Iglesia Redonda, que hace abundante uso de mosaicos, azulejos y detalles en mármol, la distingue de las demás iglesias de Preslav. El interior está decorado con cientos de dibujos de navíos, animales y figuras cristianas. Las inscripciones medievales en las paredes van desde nombres de santos en griego bizantino hasta las inscripciones murales en los alfabetos glagolítico y cirílico.